# Eisenbahnunfall von Winsford (1962)
Der Eisenbahnunfall von Winsford am 26. Dezember 1962 war der Auffahrunfall eines Schnellzuges auf einen anderen Schnellzug südlich des Bahnhofs Winsford auf der West Coast Main Line bei Coppenhall Junction. 18 Menschen starben.

## Ausgangslage
An diesem Abend war es sehr kalt und es fiel Schnee. Zwei Züge waren auf der Strecke zwischen Winsford und Crewe hintereinander unterwegs: Voraus der Schnellzug 16:45 Uhr ab Liverpool nach Birmingham. Er wurde von einer Elektrolokomotive gezogen und bestand aus 8 Reisezugwagen mit 300 Reisenden. Aufgrund des kalten Wetters und des Schnees kam es zu Weichenstörungen in Crewe, so dass der Zug anhalten musste.
Dem ersten Zug folgte der Schnellzug Midday Scot ab Glasgow Central 13:30 Uhr nach London Euston. Der Zug wurde von einer Diesellokomotive der Baureihe 40 gezogen und führte 13 Wagen, in denen sich 500 Reisende befanden.

## Unfallhergang
Das Eisenbahnsignal, das den vorderen Zug deckte, zeigte „Halt“. Der Lokomotivführer des Glasgower Zuges hielt dort an und begab sich zum zugehörigen Streckentelefon, um sich nach der Ursache für das „Halt“ zeigende Signal zu erkundigen. Das Streckentelefon war jedoch defekt. Er konnte aber schon das nächste Signal erkennen und entschloss sich, den Zug nach dort vorzuziehen, um mit dem dortigen Streckentelefon den Kontakt zum nächsten Stellwerk herzustellen. Was er zunächst nicht und dann zu spät sah, war der davor stehende Zug aus Liverpool. Mit etwa 30 km/h fuhr er gegen 18:01 Uhr auf ihn auf. Die letzten Wagen des stehenden Zuges wurden von der auffahrenden Lokomotive des Glasgower Zuges zerquetscht.

## Folgen
18 Menschen starben, 34 weitere wurden darüber hinaus verletzt.